# Giải bóng đá vô địch quốc gia Latvia
Giải bóng đá vô địch quốc gia Latvia hay Virslīga, còn được gọi là TonyBet Virslīga vì lý do tài trợ, là một giải bóng đá chuyên nghiệp và hạng cao nhất của bóng đá ở Latvia. Được tổ chức bởi Liên đoàn bóng đá Latvia, giải gồm có 10 câu lạc bộ thi đấu.

## Thể thức giải đấu
Giải vô địch toàn quốc lần đầu được tổ chức năm 1927. Sau mùa giải 2007, giải đấu tăng số đội từ 8 lên 10 người.  Trong năm 2008 các đội bóng thi đấu với nhau 4 lần.
Cuối mùa giải, đội thấp điểm nhất tự động xuống Traffic 1. liga, và đội vô địch Traffic 1. liga tự động chiếm chỗ. Đội đứng áp chót của Virslīga và đội thứ hai thi đấu 2 trận thay cho Virslīga mùa giải tiếp theo. Đội vô địch Virslīga, vô địch Latvia, thi đấu ở vòng loại UEFA Champions League. The second and third placed clubs play in the UEFA Europa League qualifying games.

## Tài trợ và thay đổi tên gọi
Giải đấu đã trợ đội hình. Từ năm 2005 đến 2011, nó còn được gọi LMT Virslīga. Năm 2012, giải đấu được tiếp tục khi em là giám đốc điều hành của NGO "Latvijas Futbola virslīga", theo tiếp theo NGO. Vào tháng 3 nămm 2016, có thông báo rằng Virslīga sẽ được tài trợ cho SynotTip Sports Bar với bản hợp đồng 3 năm. Họ thành công khi ký hợp đồng với Optibet, khởi đầu mùa giải 2019.

## Câu lạc bộ (2019)
Nguồn:
| Câu lạc bộ       |
| ---------------- |
| Jelgava          |
| Liepāja          |
| Metta / LU       |
| Riga FC          |
| Rīgas FS         |
| Spartaks Jūrmala |
| Valmiera         |
| Ventspils        |
| BFC Daugavpils   |

## Danh hiệu theo năm
Nguồn:

### Riga Football League
| - 1910 RV Union - 1911 Britannia FC Riga - 1912 RV Union | - 1913 SV Kaiserwald - 1914 Britannia FC Riga - 1915 Britannia FC Riga |

### Latvian Championship 1922–1940 (independent)
| - 1922 Kaiserwald Riga - 1923 Kaiserwald Riga - 1924 RFK Riga - 1925 RFK Riga - 1926 RFK Riga - 1927 Olimpija Liepāja - 1928 Olimpija Liepāja - 1929 Olimpija Liepāja - 1930 RFK Riga | - 1931 RFK Riga - 1932 ASK Riga - 1933 Olimpija Liepāja - 1934 RFK Riga - 1935 RFK Riga - 1936 Olimpija Liepāja - 1937 Not Played - 1938 Olimpija Liepāja - 1939 Olimpija Liepāja - 1940 RFK Riga |

### Football Championship of Latvian SSR 1942–1990
| - 1942 ASK Riga - 1944 ASK Riga - 1945 Dinamo Riga - 1946 Sark. Metalurgs Liepāja - 1947 Sark. Metalurgs Liepāja - 1948 SA Riga - 1949 Sark. Metalurgs Liepāja - 1950 AVN Riga - 1951 Sark. Metalurgs Liepāja - 1952 AVN Riga - 1953 Sark. Metalurgs Liepāja - 1954 Sark. Metalurgs Liepāja - 1955 Dinamo Riga reserves - 1956 Sark. Metalurgs Liepāja - 1957 Sark. Metalurgs Liepāja - 1958 Sark. Metalurgs Liepāja - 1959 RER Riga - 1960 SKA Riga - 1961 SKA Riga - 1962 SKA Riga - 1963 SKA Riga - 1964 SKA Riga - 1965 SKA Riga - 1966 ESR-Enerģija Riga - 1967 ESR-Enerģija Riga | - 1968 Starts Brocēni - 1969 Venta Ventspils - 1970 VEF Riga - 1971 VEF Riga - 1972 Jūrnieks Riga - 1973 VEF Riga - 1974 VEF Riga - 1975 VEF Riga - 1976 Enerģija Riga - 1977 Enerģija Riga - 1978 Ķīmiķis Daugavpils - 1979 Elektrons Riga - 1980 Ķīmiķis Daugavpils - 1981 Elektrons Riga - 1982 Elektrons Riga - 1983 VEF Riga - 1984 Torpedo Riga - 1985 Alfa Riga - 1986 Torpedo Riga - 1987 Torpedo Riga - 1988 RAF Jelgava - 1989 RAF Jelgava - 1990 Gauja Valmiera |

### Từ khi độc lập năm 1991
| - 1991 Skonto Riga - 1992 Skonto Riga - 1993 Skonto Riga - 1994 Skonto Riga - 1995 Skonto Riga - 1996 Skonto Riga - 1997 Skonto Riga - 1998 Skonto Riga - 1999 Skonto Riga - 2000 Skonto Riga - 2001 Skonto Riga - 2002 Skonto Riga - 2003 Skonto Riga - 2004 Skonto Riga | - 2005 Liepājas Metalurgs - 2006 FK Ventspils - 2007 FK Ventspils - 2008 FK Ventspils - 2009 Liepājas Metalurgs - 2010 Skonto Riga - 2011 FK Ventspils - 2012 Daugava Daugavpils - 2013 FK Ventspils - 2014 FK Ventspils - 2015 FK Liepāja - 2016 JPFS/FK Spartaks Jūrmala - 2017 JPFS/FK Spartaks Jūrmala - 2018 Riga FC - 2019 Riga FC - 2020 Riga FC - 2021 RFS - 2022 Valmiera - 2023 RFS - 2024 RFS |

## Nhiều danh hiệu nhất
Đây là danh sách câu lạc bộ, để nhiều danh hiệu được dành cho thời kỳ độc lập (1922-1940 và 1991-hiện tại):
| Câu lạc bộ            | Số danh hiệu | Năm vô địch                                                                              |
| --------------------- | ------------ | ---------------------------------------------------------------------------------------- |
| Skonto Riga           | 15           | 1991, 1992, 1993, 1994, 1995, 1996, 1997, 1998, 1999, 2000, 2001, 2002, 2003, 2004, 2010 |
| RFK Riga              | 8            | 1924, 1925, 1926, 1930, 1931, 1934, 1935, 1940                                           |
| Olimpija Liepāja      | 7            | 1927, 1928, 1929, 1933, 1936, 1938, 1939                                                 |
| Ventspils             | 6            | 2006, 2007, 2008, 2011, 2013, 2014                                                       |
| Liepājas Metalurgs    | 2            | 2005, 2009                                                                               |
| Kaiserwald Riga       | 2            | 1922, 1923                                                                               |
| JPFS/Spartaks Jūrmala | 2            | 2016, 2017                                                                               |
| Riga FC               | 1            | 2018                                                                                     |
| FK Liepāja            | 1            | 2015                                                                                     |
| Daugava Daugavpils    | 1            | 2012                                                                                     |
| ASK Riga              | 1            | 1932                                                                                     |